# Christian Morissonneau
Christian Morissonneau (31 juillet 1939 - 11 novembre 2019) est un professeur, géographe et historien québécois. Il est l'inventeur du gentilé « lanaudois » pour désigner les habitants de Lanaudière.

## Biographie
Il étudie à l’Université Laval, à l’Université McGill et à l’Université Paris-Sorbonne. Il enseigne à l’Université Laval, à l’Université du Québec à Montréal et à l’Université du Québec à Trois-Rivières. Avec ses écrits sur la colonisation effectuée par Théophile-Stanislas Provost, il contribue à la popularisation du nom Matawinie. Il est reconnu par ses pairs comme étant l'un des géographes les plus connus du Québec.

## Œuvres
- La Société de géographie de Québec : 1877-1970, Québec, Presses de l’Université Laval, 1971, 264 p.
- Le Nord québécois au XIXe siècle : mythe et symbole, Forces, no. 20, 1972, p. 9-21
- Le langage géographique de Cartier et de Champlain, Québec, Les Presses de l’Université Laval, 1978, 230 p.
- La terre promise, le mythe du Nord québécois, Montréal, Hurtubise HMH, Cahiers du Québec, Collection ethnologie, 1978, 212 p.
- L’île d’Orléans, Barcelone, Escudo de oro, 1979, 61 p.
- Guide de Lanaudière : culture, histoire et tourisme, Joliette, Conseil régional de la culture de Lanaudière, Mandeville, Le Citoyen, 1985, 327 p.
- Le tour du lac : chronique du Maski-Courons et du pays de Brandon, Repentigny, Maski-courons international, 1999, 153 p.
- Filles du fleuve, Montréal, Hurtubise HMH, 2002, 175 p.
- Le Rêve américain de Champlain, Montréal, Hurtubise HMH, 2009, 212 p.